# 公達
公達（きんだち）は、本来は諸王のことを指したが、後代には臣籍にある諸王の子弟や、摂家・清華家などの子弟・子女に対する呼称として用いられた語である。
公達家は清華家の異称である。

## 概要
平安時代中期以降、藤原北家忠平流や宇多天皇以降の賜姓源氏（宇多源氏・醍醐源氏・村上源氏など）などの近衛次将を経て公卿に昇進し得る上流貴族の家系出身者を「公達」と呼ぶようになり、これらの家は「公達」の家格とされた
（当時の貴族社会では、「公達」・「諸大夫」・「侍」の家格に分類されていた）。
平安時代末期には特に平家の子弟・子女も公達と呼ばれた。
茨城県結城市に公達という町名が存在する。町名の由来については、先の説明にある平家の子弟・子女に関連すると思われる内容が、崙書房、石島滴水著に見ることが出来る。